# Семенівка (Вірменія)
Семенівка (вірм. Սեմյոնովկա) — село в марзі Гегаркунік, на сході Вірменії. Село розташоване на трасі між містом Севан та Діліжан, за 17 км на північ від міста Севан, за 17 км на південь від міста Діліжан, за 6 км на північний захід від села Цовагюх. Село було засноване росіянами (молоканами) у 1849 р.